# Ромео Менти (стадион)
«Ромео Менти» (итал. Stadio Romeo Menti, букв. «стадион имени Ромео Менти») — стадион в городе Виченца (Италия). Расположен в квартале Борго Казале-Стадио у речки Баккильоне.
Стадион служит домашней ареной для футбольного клуба «Виченца». На 2014 год вместимость стадиона составляет 12 200 зрителей. Рекорд посещаемости был зафиксирован 22 января 1978 в матче «Виченцы» против «Ювентуса» (0:0) в рамках чемпионата Италии и составил 31 023 человека.
Стадион неоднократно реконструировался и перестраивался: в 1956, 1967, 1993 и 2000 годах. Во время Второй мировой войны стадион значительно пострадал, но уже в сентябре 1945 года смог проводить у себя матче благодаря работе местных властей и добровольцев.
Стадион назван в 1949 году в честь футболиста Ромео Менти, игравшего за «Виченцу» в 1934—1938 годах и трагически погибшего в авиакатастрофе в Суперга 4 мая 1949 года вместе со всей командой «Торино».
Во время Чемпионата мира по футболу 1990 года стадион служил местом для тренировок сборной Испании.
На «Ромео Менти» также проводятся музыкальные концерты и другие неспортивные мероприятия. Среди музыкантов, дававших концерты на стадионе, выделяются Эрос Рамазотти, Лучо Далла и группа Oasis. 7 сентября 1991 года здесь происходила часть визита римского папы Иоанна Павла II в Виченцу.